# Ashwin Raman
Ashwin Raman (* 18. Juni 1946 in Mumbai) ist ein deutscher Reporter und Dokumentarfilmer indischer Herkunft, der vor allem für seine Berichterstattung aus Kriegs- und Krisengebieten bekannt ist. Für seine journalistischen Leistungen wurde er unter anderem mit dem Grimme-Preis (2017) ausgezeichnet.

## Leben
Raman wurde am 18. Juni 1946 als Sohn eines Journalisten und einer Lehrerin in Mumbai geboren. Nach dem Studium der Literaturwissenschaften in Indien und an der University of Oxford begann er als Reporter für die Times of India zu arbeiten. In den 1970er-Jahren wurde Raman wegen Verstoßes gegen die staatlich verhängte Pressezensur verhaftet. Mit Unterstützung von Amnesty International gelang ihm 1975 die Ausreise nach Deutschland.
In Hamburg begann er für den Spiegel und Die Zeit zu schreiben, wobei seine Texte anfangs noch übersetzt werden mussten. Er arbeitete einige Zeit für Amnesty International in Los Angeles, schrieb für die Los Angeles Times und reiste anschließend als freier Journalist nach Nicaragua, wo er für diverse Zeitungen vom dortigen Bürgerkrieg berichtete. Dort entstand auch sein erster Dokumentarfilm With the Sandinistas (1978), den er im 16-mm-Format drehte und an verschiedene Fernsehanstalten verkaufte. Nach dem Ende des Bürgerkrieges 1979 zog er zurück nach Deutschland und nahm 1985 die deutsche Staatsbürgerschaft an. 
Ab den 1980er-Jahren widmete Raman sich verstärkt dem Dokumentarfilm, das dazu nötige Wissen eignete er sich autodidaktisch an. Bis heute hat Raman als „Ein-Mann-Team“ über 200 Dokumentationen gedreht. Seit den 2000er-Jahren konzentriert er sich vornehmlich auf Kriegs- und Krisenberichterstattungen für den öffentlich-rechtlichen Rundfunk und reiste dazu unter anderem nach Afghanistan, Somalia, Irak und Syrien. Im Jahr 2019 kündigte er an, dass er sich aus der Kriegsberichterstattung zurückziehe, da er „kriegsmüde“ und gesundheitlich angeschlagen sei.
Für seine Arbeit wurde Raman unter anderem mit dem Robert-Geisendörfer-Preis (2012), dem internationalen CNN Rory Peck Award und dem Deutschen Fernsehpreis ausgezeichnet.
Raman lebt in Selm in Nordrhein-Westfalen. Er ist verheiratet und hat zwei Söhne.

## Dokumentationen (Auswahl)
- 1978: With the Sandinistas
- 2002: Die Hungermacher (in Zusammenarbeit mit Manfred Ladwig)
- 2003: Die Gefangenen von Guantanamo Bay
- 2004: Wer steckt hinter den Anschlägen im Irak?
- 2006: Die heimlichen Helfer der CIA (in Zusammenarbeit mit Ulli Neuhoff, Wiltrud Kremer und Joachim Görgen)
- 2007: Kommando Bagdad – US-Soldaten im Irak
- 2008: Die Schattenarmee der USA im Irak
- 2010: An vordersten Fronten – Kriegsalltag in Afghanistan
- 2010: Somalia – Land ohne Gesetz
- 2011: So nah am Tod – Afghanistan im zehnten Kriegsjahr
- 2011: Die Heimkehrer – Was vom Irak-Krieg übrig bleibt
- 2012: Im Land der Piraten – Terror vor Somalias Küsten
- 2014: Entführung auf hoher See – Somalische Piraten und der Fall MV Taipan
- 2015: Das 13. Jahr. Der verlorene Krieg in Afghanistan
- 2016: Im Nebel des Krieges – An den Frontlinien zum „Islamischen Staat“
- 2016: An vorderster Front
- 2017: Im Kampf gegen den IS – Ist das Kalifat am Ende?
- 2018: Im Land der Taliban

## Auszeichnungen
- 2007: Auszeichnung mit dem Rory Peck-Award für Kommando Bagdad – US-Soldaten im Irak
- 2010: Auszeichnung mit dem Deutschen Fernsehpreis in der Kategorie „Beste Reportage“ für Somalia – Land ohne Gesetz
- 2011: Nominierung für den Grimme-Preis in der Kategorie „Information & Kultur“ für Somalia – Land ohne Gesetz
- 2012: Auszeichnung mit dem Robert-Geisendörfer-Sonderpreis
- 2015: Auszeichnung mit dem Otto-Brenner-Preis für Das 13. Jahr. Der verlorene Krieg in Afghanistan[7]
- 2017: Grimme-Preis für seine besondere journalistische Leistung bei den Produktionen „Im Nebel des Krieges – An den Frontlinien zum ‚Islamischen Staat‘“ und „An vorderster Front“[8]